# Erica Rand
Erica Rand, född 1958 i New York, är en amerikansk konst- och genusvetare. Hon har under nästan hela sin karriär varit verksam vid Bates College i Lewiston (Maine). Hennes skrivande och forskning har ofta haft anknytning till queer kultur. Bland Rands böcker finns Barbie's Queer Accessories, The Ellis Island Snow Globe och Red Nails, Black Skates.

## Biografi

### Studier och akademisk karriär
Rand växte upp i och kring Chicago. Under tonåren studerade hon på junior high och high school i Evanston, varefter hon fram till 1979 läste till filosofie kandidat i konsthistoria vid Princeton University. Därefter återvände hon till Chicago, där hon under 1980-talet först tog masterexamen i konstvetenskap på University of Chicago och därefter 1989 avlade examen vid samma lärosäte i konstvetenskap, med genusvetenskap som sidofokus. Hennes doktorsavhandling bar namnet "Boucher, David, and the French Revolution: Politics and Gender in Eighteenth-Century French History Painting".
Under 1980-talet tjänstgjorde hon, parallellt med studierna, som först hjälplärare på humaniorasektionen vid University of Chicago och därefter åren 1985–1989 som biträdande lektor vid University of Wisconsin – Parkside i Kenosha. Läsåret 1989–1990 fungerade hon som gästföreläsare vid Northeastern Illinois University i Chicago.
Sedan 1990 har Rand varit knuten till Bates College i Lewiston i Maine. Där inledde hon 1990 sin verksamhet som biträdande lektor, varefter hon från 1997 till 2004 innehade en tjänst som lektor. Åren 2004–2006 var hon professor i konstvetenskap vid skolan, samtidigt som hon ledde dess institution för genusvetenskap. Därefter har hon innehaft professurer på institutionen både inom konstvetenskap och genusvetenskap, samtidigt som hon sedan 2001 bosatt sig på pendlingsavstånd i den större staden Portland.

### Forskning och skrivande
Rand har genom den akademiska karriären ofta fokuserat på queer kultur eller HBTQ-relaterade erfarenheter. Hennes öppna identitet som lesbisk har präglat hennes perspektiv sedan tidigt 1980-tal. Under 1990-talet och senare har hon deltagit i olika demonstrationer för kvinnors och HBTQ-personers rättigheter, men hon har också i sina roller som konst- respektive genusvetare studerat skillnaden mellan erotisk konst och pornografi. Enligt henne själv är den faktiska skillnaden liten och sammanhanget det avgörande; erotisk konst ses som elitkultur, medan pornografi betraktas som populärkultur.
Rands författarskap inleddes 1995 med boken Barbie's Queer Accessories. Där studerade hon dockan Barbie i populärkulturen, och hur dockan fram till 1963 faktiskt hade ett fullständigt namn: Barbara "Barbie" Millicent Roberts.
Senare böcker har inkluderat The Ellis Island Snow Glober (2006) och Red Nails, Black Skates (2021). Den sistnämnda boken är en etnografiskt upplagd studie av sexualiseringen av kvinnliga konståkare.
Vid sidan av sitt författarskap har Rand även verkat som recensent av olika kulturuttryck och publikationer med anknytning till hennes forskningsfokus. 2013 recenserade hon olika verk kopplat till feministisk pornografi för kulturtidskriften Jump Cut.

### Andra aktiviteter
Erica Rand har även verkat som konstnär. 2005 deltog hon i utställningen F på Bates College Museum of Art.

### Böcker
- Rand, Erica (1989). Boucher, David and the French Revolution : politics and gender in eighteenth-century French history painting. Anna Arbor, Michigan: University of Michigan (doktorsavhandling)
- Rand, Erica (1995). Barbie's queer accessories. Duke University Press. ISBN 978-0-8223-3591-7
- Rand, Erica (2005). The Ellis Island snow globe. A John Hope Franklin Center Book. Duke University Press. ISBN 978-0-8223-3591-7
- Seah, Joel; Rand, Erica; Cassidy, Donna (2006). Yankee queer : new works, Zero Station, Portland, Maine.
- Dragon, Annette (foto); Conrad, Ryan (redaktör); R. Bock, Susie (medförfattare); Rand, Erica (medförfattare) (2009). Future of the past : reviving the queer archives, Moth Press, Portland, Maine.

- Rand, Erica (2012). Red nails, black skates : gender, cash, and pleasure on and off the ice. Duke University Press. ISBN 978-0-822351979
- Rand, Erica (2021). The small book of hip checks: on queer gender, race, and writing. Writing matters!. Duke University Press. ISBN 978-1-4780-1307-5
- Aarti Ratna, Erica Rand, Daniel Burdsey, Stanley Thangaraj, red (2021) (på engelska). Leisure, Racism, and National Populist Politics (1). Routledge. doi:10.4324/9781003172390. ISBN 978-1-003-17239-0. https://www.taylorfrancis.com/books/9781000404234

### Artiklar, bokkapitel
- "Feminist porn", recension av feministisk pornografi i Jump Cut #55, 2013.
- text i Radical Teacher. A socialist and feminist journal on the theory and practice of teaching. [No] 45 (2015), Lesbian. Gay. Queer Studies. Boston Women's Teachers' Group., Cambridge.